# کلنگ سلمانیه
کلنگ سلمانیه مربوط به سدهٔ ۵ تا سدهٔ ۸ ه‍.ق است و در شهرستان کهنوج، بخش رودبار، جنوب شهرک سلمانیه واقع شده و این اثر در تاریخ ۲۷ مرداد ۱۳۸۲ با شمارهٔ ثبت ۹۵۸۶ به‌عنوان یکی از آثار ملی ایران به ثبت رسیده است.